# Oleh Krjoka
Oleh Olehovyč Krjoka (* 17. ledna 1987) je bývalý ukrajinský zápasník – klasik.

## Sportovní kariéra
Pochází z malého měste Vasylkivka, v zápasnickém světě známém jako středisko zápasu řecko-římského v jinak volnostylařské oblasti Dněpropetrovska. Zápasení se věnoval od útlého dětství pod vedením Serhije Darahana. V 15 letech se přesunul na střední školu olympijských nadějí (rezerv) do Mariupolu, kde se připravoval v známém klubu Azovmaš pod vedením Hennadije Uzuna. Po čtyřech letech se v roce 2007 přesunul do Záporoží do armádního tréninkového střediska klasiků k Jevhenu Čertkovovi.
Do ukrajinské mužské reprezentace klasiků se prosadil v olympijském roce 2008 ve váze do 96 kg. Na květnové olympijské kvalifikaci v Římě–Ostii vybojoval třetím místem účast na olympijských hrách v Pekingu. V Pekingu prohrál po těsném souboji 1-2 na sety s Turkem Mehmetem Özalem. Po olympijských hrách se dozvěděl krutou zprávu, byla mu diagnostikována srdeční vada. Po operaci srdce ze pokusil v roce 2010 o návrat do reprezentace, ale po roce musel ukončit v 24 letech sportovní kariéru.

### Výsledky v zápasu řecko-římském
| Olympijské hry     |     |    |     |    |    | úč. |   |     |
| Mistrovství světa  |     |    | —   | —  | —  |     | — | úč. |
| Mistrovství Evropy |     |    | —   | —  | —  | úč. | — | —   |
| MS juniorů         | —   |    | úč. | 2. | 3. |     |   |     |
| ME juniorů         |     | —  | ?   | 7. | 3. |     |   |     |
| ME dorostenců      | úč. | 2. |     |    |    |     |   |     |

### Olympijské hry a mistrovství světa
| Olympijské hry a mistrovství světa                 | Olympijské hry a mistrovství světa                 | Olympijské hry a mistrovství světa                 | Olympijské hry a mistrovství světa                 | Olympijské hry a mistrovství světa                 | Olympijské hry a mistrovství světa                 | Olympijské hry a mistrovství světa                 | Olympijské hry a mistrovství světa                 | Olympijské hry a mistrovství světa                 | Olympijské hry a mistrovství světa                 | Olympijské hry a mistrovství světa                 |
| Kolo                                               | Výsledek                                           | Bilance                                            | Soupeř                                             | Výsledek                                           | KB                                                 | ∑KB                                                | Styl                                               | Datum                                              | Turnaj                                             | Místo                                              |
| 2010 Mistrovství světa do 120 kg v klasickém stylu | 2010 Mistrovství světa do 120 kg v klasickém stylu | 2010 Mistrovství světa do 120 kg v klasickém stylu | 2010 Mistrovství světa do 120 kg v klasickém stylu | 2010 Mistrovství světa do 120 kg v klasickém stylu | 2010 Mistrovství světa do 120 kg v klasickém stylu | 2010 Mistrovství světa do 120 kg v klasickém stylu | 2010 Mistrovství světa do 120 kg v klasickém stylu | 2010 Mistrovství světa do 120 kg v klasickém stylu | 2010 Mistrovství světa do 120 kg v klasickém stylu | 2010 Mistrovství světa do 120 kg v klasickém stylu |
| -------------------------------------------------- | -------------------------------------------------- | -------------------------------------------------- | -------------------------------------------------- | -------------------------------------------------- | -------------------------------------------------- | -------------------------------------------------- | -------------------------------------------------- | -------------------------------------------------- | -------------------------------------------------- | -------------------------------------------------- |
| 1/16                                               | prohra                                             | 2-1                                                | Robert Papp (ROU)                                  | 1-2 (0:1, 2:0, 1:4)                                | 1                                                  | 4                                                  | Zápas řecko-římský                                 | 6. září 2010                                       | Mistrovství světa                                  | Moskva, Rusko                                      |
| 1/32                                               | vítězství                                          | 2-0                                                | Sarkis Tonojan (ARM)                               | 2-1 (4:0, 0:6, 3:0)                                | 3                                                  | 3                                                  | Zápas řecko-římský                                 | 6. září 2010                                       | Mistrovství světa                                  | Moskva, Rusko                                      |
| 2008 Olympijské hry do 120 kg v klasickém stylu    |                                                    |                                                    |                                                    |                                                    |                                                    |                                                    |                                                    |                                                    |                                                    |                                                    |
| 1/32                                               | prohra                                             | 0-1                                                | Mehmet Özal (TUR)                                  | 1–2 (2:4, 2:1, 1:1*)                               | 1                                                  | 1                                                  | Zápas řecko-římský                                 | 14. srpen 2008                                     | Olympijské hry                                     | Peking, Čína                                       |